# Deng Hua
Deng Hua (en chino tradicional, 鄧華; pinyin, Dèng Huá; Hunán, 28 de abril de 1910-Shanghái, 3 de julio de 1980) fue general del Ejército Popular de Liberación de China y subcomandante del Ejército Popular de Voluntarios. Después de que el mariscal Peng Dehuai regresara a China para recibir tratamiento médico, Deng Hua se convirtió en comandante interino y comisario político de todas las tropas chinas destacadas en Corea.

## Biografía
Deng Hua nació en la provincia de Hunán en 1910. Se unió al Partido Comunista de China en marzo de 1927. En febrero de 1928, participó en el Levantamiento de Xiangnan dirigido por Zhu De y Chen Yi, y se desempeñó como oficial en la 7.ª División del Ejército Rojo chino. Después de participar en la Larga Marcha y llegar al norte de Shaanxi, estudió en la Escuela del Ejército Rojo (Universidad Política y Militar Contrajaponesa) y luego se desempeñó como Director del Departamento Político de la 2.ª División del Ejército Rojo y Comisario Político de la 1.ª División del Ejército Rojo.
Durante la segunda guerra sino-japonesa, se desempeñó como comisario político de la 1.ª División y comandante de la 5.ª División, entre otras. Durante la guerra civil china, inicialmente se desempeñó como Comandante Adjunto del Noreste y luego participó activamente en la captura de Guangdong y Hainan. Además de su carrera militar, también se graduó de la Escuela Central del Partido del Partido Comunista Chino.

### Guerra de Corea
En 1950, Deng Hua se convirtió en el Primer Comandante Adjunto del Ejército Popular de Voluntarios y fue el asistente principal del Mariscal Peng Dehuai. En julio de 1951, participó en las negociaciones militares para detener la guerra y, tras el fracaso de las negociaciones, propuso cambios en el Plan de la Sexta Campaña, propuesta que fue adoptada por el presidente Mao Zedong. Cuando las fuerzas de la ONU lideradas por Estados Unidos lanzaron la «Ofensiva de Otoño», Deng ordenó a los Voluntarios que obtuvieran una gran victoria. Después de que Peng Dehuai regresara a China en 1952, se desempeñó como comandante y comisario político del PVA y comandó el contraataque en el otoño de 1952, que condujo a la firma del Acuerdo de Armisticio de Corea en 1953.

### Posguerra
Después de regresar a China en abril de 1954, se convirtió en Comandante de la Región Militar de Shenyang hasta 1959. En septiembre de 1956, en el Octavo Congreso Nacional del PCCh, fue elegido miembro del Comité Central del Partido Comunista de China. Ese mismo año, visitó Yugoslavia y Bulgaria como parte de una delegación oficial china.
En 1959 fue destituido del EPL como colaborador cercano de Peng Dehuai y luego fue perseguido durante la Revolución Cultural. Sin embargo, en 1977, después del final de la Revolución Cultural, fue completamente rehabilitado y restaurado a su rango militar, y también se convirtió en vicepresidente de la Academia de Ciencias de China.
Murió en Shanghái el 3 de julio de 1980, a la edad de 70 años. En su obituario oficial, el Comité Central del PCCh lo elogió como: «El camarada Deng Hua fue leal al partido y leal al pueblo, adhiriéndose a la línea correcta del Partido. Fue un destacado miembro de nuestro partido, un excelente comandante militar y trabajador político».